# Estádio José Mendonça Bezerra
Estádio José Mendonça Bezerra, conhecido popularmente como Sesc Mendonção ou Estádio Mendonção, é um estádio de futebol brazileiro, do município de Belo Jardim. O estádio pertence ao clube homônimo do município, com administração SESC LER – Unidade Belo Jardim, onde se localiza a Vila Olímpica do Sesc.
O estádio faz parte do complexo esportivo da unidade do Sesc no município pernambucano. Assim como os demais estádios do interior, o estádio atende às normas da Fifa em dimensões: 105m por 65m. O primeiro jogo oficial do Sesc Mendonção foi realizado no dia 7 de fevereiro de 2007 entre Belo Jardim  e Sport, pelo Campeonato Pernambucano de Futebol com o placar de 0 a 3 para o Sport e presença de 4.500 torcedores. O local já foi palco da grande conquista do Belo Jardim. No Sesc Mendonção, a equipe foi campeã do Pernambucano - Série A2 de 2015. O estádio já recebeu jogos da Série D do Campeonato Brasileiro de Futebol, quando o Belo Jardim, teve sua única participação em 2018.
Ainda em 2018, assim como foi em 2017, o estádio foi vetado pela Federação Pernambucana de Futebol porque o gramado ainda não estava pronto, o que culminou no clube tendo que mandar seus primeiros jogos do Campeonato Pernambucano de Futebol de 2018 nos estádios de Caruaru e Pesqueira. Algo que fez o clube ter um péssimo desempenho e sendo rebaixado para a Segunda Divisão Pernambucana de 2019.
O estádio poderá voltar a ter jogos de competições oficiais em 2021. O Belo Jardim ficou de fora das edições da série A2, desde que foi rebaixado. O clube estuda a participação da nova Copa Pernambuco, competição estadual que será a nova Terceira Divisão.